# Conspiração de Nuvens
Conspiração de Nuvens é um livro de Lygia Fagundes Telles publicado em 2007. Neste livro, a escritora reúne contos de ficção inéditos e reminiscências da infância, relatos de viagens, crônicas sobre a cidade de São Paulo e perfis de intelectuais brasileiros com quem conviveu. No primeiro conto, Lygia relembra importante evento histórico: a célebre manifestação de intelectuais que, em 1976, cansados da censura imposta pelo regime militar, elaboraram um documento com mil assinaturas pedindo liberdade de expressão. Do conto, a escritora retirou o título do livro.
O livro ganhou o Troféu APCA em 2007.